# Sophie (Vorname)
Sophie ist ein weiblicher Vorname.

## Herkunft und Bedeutung
→ Hauptartikel: Sophia (Vorname)
Beim Namen Sophie handelt es sich um die französische Variante des Namens Sophia.

## Verbreitung

### International
Der Name Sophie erfreut sich international großer Beliebtheit.
In Frankreich gehörte der Name bereits im ausgehenden 19. und beginnenden 20. Jahrhundert zu den beliebtesten Mädchennamen. Bis 1904 zählte er zur Top-100 der Vornamenscharts. Obwohl seine Popularität sank, blieb er mäßig beliebt. Um 1930 kam es zu einem kleineren Höhepunkt, wo der Name die Hitliste der 100 beliebtesten Mädchennamen knapp verfehlte. Danach wurde er wieder seltener vergeben, bis er im Jahr 1947 mit Rang 222 einen Tiefpunkt erreichte. Daraufhin nahm die Popularität wieder zu. Seit 1956 gehört der Name wieder zu den 100 meistgewählten Mädchennamen, von 1970 bis 1979 zählte er zur Top-10 und erreichte dabei als höchste Platzierung Rang 6 (1970 und 1971). In den 1990er Jahren sank die Popularität stärker. Im Jahr 1992 verließ er die Top-20 der Vornamenscharts, im Jahr 2004 schließlich auch die Top-100. Zwar ist der Name noch immer mäßig beliebt, jedoch sinkt die Popularität weiterhin. Im Jahr 2021 belegte er Rang 217 der Vornamenscharts. Auch in Belgien lässt sich seit den 1990er Jahren ein Abwärtstrend verzeichnen. Stand Sophie im Jahr 1995 noch auf Rang 15 der Hitliste, verließ der Name im Jahr 2008 die Hitliste der 100 meistgewählten Mädchennamen.
In Kanada stieg der Name im Jahr 1997 in die Top-100 der Vornamenscharts auf. Er nahm beständig an Popularität zu, bis er in den Jahren 2009 und 2010 mit Rang 11 einen Höhepunkt erreichte. Seitdem wird er wieder seltener vergeben. Im Jahr 2019 belegte er Rang 29 der Hitliste. In den USA war Sophie im ausgehenden 19. und beginnenden 20. Jahrhundert mäßig beliebt. Seit den 1920er Jahren sank die Popularität stark. Von 1956 bis 1983 fand sich der Name noch nicht einmal unter den 1000 meistgewählten Mädchennamen. Von den 1980er Jahren bis in die 2000er Jahre hinein nahm die Beliebtheit des Namens jedoch zu. Im Jahr 2007 trat er in die Top-100 der Vornamenscharts ein, die er in den 2010er Jahren kurz verließ. Zuletzt belegte Sophie Rang 76 der Hitliste.
Im Vereinigten Königreich erfreut sich der Name Sophie großer Beliebtheit. Im Jahr 1996 stand er in England und Wales an der Spitze der Vornamenscharts. Erst im Jahr 2015 verließ er die Top-10. Im Jahr 2020 belegte er Rang 26 der Hitliste. In Nordirland stieg der Name im Jahr 2004 in die Top-10 der Vornamenscharts auf und erreichte sogleich Rang 3. In den Jahren 2010 bis 2012 stand der Name an der Spitze der Hitliste. Zuletzt belegte er Rang 6 (Stand 2021). In Schottland gehört Sophie seit 1989 zu den 100 beliebtesten Mädchennamen. Von 2005 bis 2013 stand er an der Spitze der Vornamenscharts. Zuletzt belegte der Name Rang 8 der Hitliste (Stand 2021).
In Irland zählt Sophie seit 1991 zu den 100 beliebtesten Mädchennamen und erreichte bereits im Jahr 1998 die Top-20 der Hitliste, im Jahr 2002 auch die Top-10, die er seitdem nicht verließ. In den Jahren 2009 und 2010 stand der Name an der Spitze der Vornamenscharts. Zuletzt belegte Sophie Rang 4 der Hitliste (Stand 2021).
In Australien stieg der Name in den 1980er Jahren steil in den Vornamenscharts auf. Im Jahr 1985 trat er mit Rang 61 in die Top-100 ein. Kurz darauf etablierte er sich unter den 30 meistvergebenen Mädchennamen. Mit Rang 5 erreichte der Name seine bislang höchste Platzierung im Jahr 2005. Zuletzt belegte er Rang 20 der Hitliste (Stand 2021). Ein ähnliches Bild zeigt sich in Neuseeland, wo der Name jedoch in den Jahren 2008, 2009 und 2010 an der Spitze der Hitliste stand. Im Jahr 2021 erreichte er Rang 12 der Hitliste.
In den Niederlanden hat sich der Name an der Spitze der Vornamenscharts etabliert. Mehrfach stand der Name an der Spitze der Vornamenscharts. Zuletzt erreichte er mit Rang 6 die niedrigste Platzierung seit mindestens 13 Jahren (Stand 2021).

### Deutscher Sprachraum
In Österreich zählt Sophie seit 1993 zu den 50 beliebtesten Mädchennamen. Von 2001 bis 2017 gehörte er zur Top-10 der Vornamenscharts und erreichte in den Jahren 2012 und 2013 mit Rang 3 seine bislang höchste Platzierung. Im Jahr 2021 belegte Sophie Rang 12 der Hitliste.
In der Schweiz hat sich der Name Sophie unter den 50 meistgewählten Mädchennamen etabliert. Zu einer Platzierung in der Top-10 der Vornamenscharts reichte es jedoch bislang nicht. Im Jahr 2020 belegte der Name Rang 27 der Hitliste.
In Deutschland war der Name Sophie bereits im ausgehenden 19. Jahrhundert und beginnenden 20. Jahrhundert einer der beliebtesten Mädchennamen. Mit den Jahren wurde er seltener vergeben, bis er in den 1930er Jahren außer Mode geriet. In den 1980er Jahren stieg die Popularität des Namens wieder an. In den 1990er Jahren etablierte er sich unter den beliebtesten Mädchennamen. Auf der Gesamtliste aller Vornamen stand Sophie im Jahr 2021 auf Rang 2. Dies ist dem Umstand geschuldet, dass es sich um den beliebtesten Zweitnamen bei Mädchen handelt. Auf eine Nutzung als Erstname kommen 3,09 Vergaben als Folgename. So steht der Name als Rufname nur auf Rang 26 der Hitliste. Etwa 90 % der Mädchen tragen dabei die klassische Schreibweise Sophie, etwa 9 % die Variante Sofie (Sofi: ca. 0,35 %, Sophy: ca. 0,3 %, Sophi: 0,1 %).

## Varianten
- Deutsch: Sofie, Sofi, Sophi
- Englisch: Sophie
- Niederländisch: Sofie
  - Diminutiv: Fieke

Für weitere Varianten: siehe Sophia (Vorname)#Varianten

## Namensträgerinnen

### Sophie

#### Einzelname
- Sophie Amalie von Braunschweig-Calenberg (1628–1685), Königin von Dänemark und Norwegen
- Sophie Auguste von Schleswig-Holstein-Gottorf, durch Heirat Fürstin von Anhalt-Zerbst
- Sophie Charlotte von Oldenburg (1879–1964), älteste Tochter des Großherzogs Friedrich August II. von Oldenburg
- Sophie Chotek von Chotkowa (1868–1914), Ehefrau des österreichischen Thronfolgers Franz Ferdinand von Österreich-Este
- Sophie Dorothea Marie von Preußen (1719–1765), Schwester Friedrichs des Großen
- Sophie Dorothea von Braunschweig-Lüneburg (1666–1726), Kurprinzessin von Hannover und ab 1714 de jure Königin von England
- Sophie Dorothea von Hannover (1687–1757), Königin in Preußen
- Sophie Dorothee von Württemberg (1759–1828), als Ehefrau des Zaren Paul von 1796 bis 1801 Zarin Maria Feodorowna von Russland
- Sophie, Duchess of Edinburgh (* 1965), britische Adlige, Ehefrau von Prince Edward, Duke of Edinburgh
- Sophie Elisabeth zu Mecklenburg, Herzogin von Braunschweig-Wolfenbüttel
- Sophie Friederike von Bayern (1805–1872), Prinzessin von Bayern und Erzherzogin von Österreich
- Sophie Friederike von Mecklenburg, Erbprinzessin von Dänemark und Norwegen
- Sophie Friederike von Österreich (1855–1857), Erzherzogin von Österreich (erstes Kind von Kaiser Franz Josef I. und Elisabeth von Österreich)

- Sophie in Bayern (1847–1897), Prinzessin von Bayern, Herzogin in Bayern und spätere Herzogin von Alençon-Orleans
- Sophia von Braunschweig-Lüneburg (1541–1631), Adlige, Ehefrau Graf Poppos XII. von Henneberg-Schleusingen
- Sophie, Duchess of Edinburgh (Sophie Helen Rhys-Jones; * 1965), Gräfin von Wessex, Ehefrau von Prinz Edward von Großbritannien und Nordirland
- Sophie von Hessen-Kassel (1615–1670), Prinzessin von Hessen-Kassel und durch Heirat Gräfin zu Schaumburg-Lippe
- Sophie von Istrien († 1132), a. d. H. Weimar-Orlamünde, Gräfin von Andechs
- Sophie zu Löwenstein-Wertheim-Rosenberg (1809–1838), Prinzessin und regierende Fürstin des Fürstentums Reuß
- Sophie von Mecklenburg (1481–1503), Kurfürstin von Sachsen
- Sophie von Mecklenburg (1557–1631), Königin von Dänemark und Norwegen
- Sophie von Oranien-Nassau (1824–1897), Prinzessin der Niederlande und Großherzogin von Sachsen-Weimar-Eisenach
- Sophie von der Pfalz (Sophie von Hannover; 1630–1714) Herzogin von Braunschweig-Lüneburg, Kurfürstin von Hannover und Erbprinzessin von Großbritannien
- Sophie von Sachsen (1845–1867), Prinzessin von Sachsen
- Sophie von Weichselburg († 1256), Markgräfin von Istrien-Krain
- Sophie von Württemberg (1818–1877), Ehefrau von Wilhelm III., Königin der Niederlande

#### Vorname
- Sophie (Arlette Hecquet; 1944–2012), französische Sängerin, Teilnehmerin am Eurovision Song Contest 1975 für Monaco

- Sophie Allison (* 1997), US-amerikanische Singer-Songwriterin und Musikerin, siehe Soccer Mommy
- Sophie Balachowsky-Petit (1870–1966), französische Anwältin, siehe Olga Petit
- Sophie Bevan (* 1983), britische Opernsängerin (Sopran)
- Sophie Brahe (1559–1643), dänische Astronomin
- Sophie Dusautoir Bertrand (* 1972), andorranische Skibergsteigerin
- Sophie Ellis-Bextor (* 1979), britische Sängerin
- Sophie Fasold (* 1994), US-amerikanische Handballspielerin
- Sophie Freud (Löwenstein-Freud, Loewenstein-Freud; 1924–2022), österreichisch-US-amerikanische Psychologin, Sozialwissenschaftlerin; Enkelin Sigmund Freuds
- Sophie Germain (1776–1831), französische Mathematikerin
- Sophie Gilles (1962–2019), Teil des französischen Popmusikduos Sophie & Magaly
- Sophie von Hatzfeldt (1805–1881), Gründerin des Lassalleschen Allgemeinen Deutschen Arbeitervereins
- Sophie B. Hawkins (* 1964), US-amerikanische Sängerin und Songwriterin
- Sophie Hillebrand (* 2002), österreichische Fußballspielerin
- Sophie Hunger (* 1983), Schweizer Sängerin und Komponistin
- Sophie von Kessel (* 1968), deutsche Schauspielerin
- Sophie Koch (* 1993), deutsche Politikerin (SPD) und Queer-Beauftragte der Bundesregierung
- Sophie von Kühn (1782–1797), Verlobte Friedrich von Hardenbergs (Novalis)
- Sophie Eleonore von Limpurg-Gaildorf (1655–1722), deutsche Dichterin
- Sophie Lissitzky-Küppers (1891–1978), deutsche Kunsthistorikerin, Förderin der Avantgarde, Autorin und Kunstsammlerin
- Sophie Lowe (* 1990), australische Schauspielerin
- Sophie Mannerheim (1863–1928), finnische Gräfin und Krankenschwester
- Sophie Marceau (* 1966), französische Schauspielerin
- Sophie Mereau (1770–1806), deutsche Schriftstellerin
- Sophie Milliet (* 1983), französische Schachspielerin
- Sophie Nélisse (* 2000), kanadische Schauspielerin
- Sophie Oda (* 1991), japanisch-amerikanische Schauspielerin
- Sophie Okonedo (* 1968), britische Schauspielerin
- Sophie Piper (1757–1816), schwedische Adlige, geborene von Fersen
- Sophie Prag (1895–1955), deutsche Kinderärztin
- Sophie Reynolds (* 1999), US-amerikanische Schauspielerin
- Sophie Rois (* 1961), österreichische Theater- und Filmschauspielerin, Sängerin
- Sophie Scholl (1921–1943), deutsche Widerstandskämpferin in der Zeit des Nationalsozialismus
- Sophie Schütt (* 1974), deutsche Schauspielerin
- Sophie von Schwerin (1785–1863), deutsche Schriftstellerin
- Sophie Skelton (* 1994), britische Schauspielerin
- Sophie Taeuber-Arp (1889–1943), Schweizer Künstlerin, Malerin und Bildhauerin
- Sophie Tassignon (* 1980), belgische Jazz Improvisationsmusikerin und Songwriterin
- Sophie Thatcher (* 2000), US-amerikanische Schauspielerin
- Sophie Tieck (Sophie Bernhardi, Sophie von Knorring; 1775–1833), deutsche Dichterin und Schriftstellerin der Romantik
- Sophie Turner (* 1996), britische Schauspielerin
- Sophie Wepper (* 1981), deutsche Schauspielerin
- Sophie Wilde (* 1998/99), australische Schauspielerin
- Sophie Wolf (1880–1938), deutsche Opernsängerin
- Sophie Wotschke (* 1998), österreichische Politikerin
- Sophie Xeon (1986–2021), schottische Electronic-Musikerin, siehe Sophie (Musikerin, 1986)

### Sofie
- Sofie Magdalena von Nassau-Hadamar (1622–1658), durch Heirat Fürstin von Nassau-Dillenburg

- Sofie Marie Gräfin Adelmann (1905–1993), deutsche Politikerin (CDU)
- Sofie Lene Bak (* 1973), dänische Historikerin
- Sofie Brehm-Fritsch (1861 – n. 1927), deutsche Opernsängerin (Sopran) und Gesangspädagogin
- Sofie Carsten Nielsen (* 1975), dänische Politikerin
- Sofie David (1875–1954), österreichisch-deutsche Theaterschauspielerin und Opernsängerin (Sopran)
- Sofie Dokter (* 2002), niederländische Leichtathletin
- Sofie Eifertinger (* 1996), deutsche Schauspielerin
- Sofie Engelke (1927–2000), deutsche Schauspielerin
- Sofie Goos (* 1980), belgische Triathletin
- Sofie Gråbøl (* 1968), dänische Schauspielerin
- Sofie Lassen-Kahlke (* 1979), dänische Schauspielerin
- Sofie Mangertseder (* 1996), deutsche Radsportlerin
- Sofie Marhaug (* 1990), norwegische Politikerin (Rødt)
- Sofie Alice Miller (* 1989), deutsche Schauspielerin
- Sofie Heby Pedersen (* 2001), dänische Cross-Country-Mountainbikerin
- Sofie Junge Pedersen (* 1992), dänische Fußballspielerin
- Sofie Pekár (* 2003), deutsche Jugenddarstellerin
- Sofie Quast (1901–1983), deutsche Wohlfahrtspflegerin und Leiterin des heutigen Deutschen Zentralinstituts für soziale Fragen
- Sofie Ribbing (1835–1894), schwedische Porträt- und Genremalerin der Düsseldorfer Schule
- Sofie Röhr-Brajnin (1861–1937), polnisch-deutsche Opernsängerin (Sopran)
- Sofie Schieker-Ebe (1892–1970), deutsche Schriftstellerin
- Sofie Skoog (* 1990), schwedische Hochspringerin
- Sofie von Suppè (1841–1926), deutsch-österreichische Museumsgründerin und Mäzenin
- Sofie Svava (* 2000), Fußballspielerin
- Sofie von Uhde (1886–1956), deutsche Schriftstellerin
- Sofie Zdebel (* 2004), deutsche Fußballspielerin